# Berwinkel (Adelsgeschlecht)

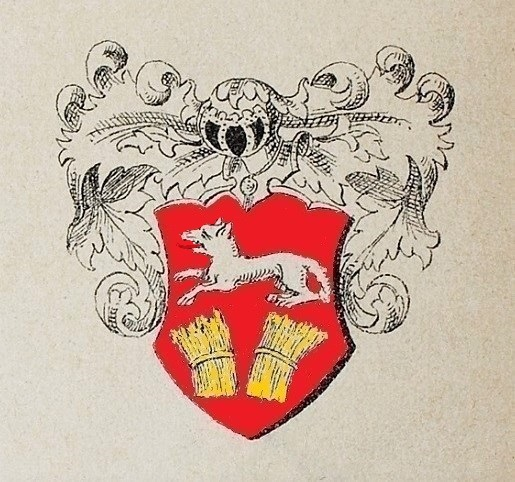
Wappen derer von Berwinkel in Siebmachers Wappenbuch

Berwinkel, auch Bärwinkel, war ein uradeliges Ministerialen- und Rittergeschlecht, das erstmals im Jahre 1181 erwähnt wurde. Die weit verstreuten Lehen und freien Güter der Familie befanden sich auf dem Gebiet des Bistums Halberstadt und des Erzbistums Magdeburg, in dem sie östlich der Ohre, zwischen Neuhaldensleben und Calvörde, das Halbgericht besaßen. Das Geschlecht erlosch im Mannesstamm Ende des 15. Jahrhunderts.

## Herkunft
Die von Berwinkel, eines der ältesten und angesehensten Ministerialgeschlechter des Hochstifts Halberstadt, zählten zu der großen Sippschaft, zu welcher auch die von Wolfenbüttel, Grafen von Peine, von der Asseburg, von Bartensleben, von Apenburg und von Winterfeld gehörten. Der Ahnherr all dieser niedersächsischen Geschlechter war Widekind von Wolfenbüttel (1090 und 1118 urk. erw.) und alle führten gemeinschaftlich gleiche oder ähnliche Wappen mit dem Wolf. So entstand eine große Stammes- und Wappengemeinschaft, der angeblich bis zu 20 Familien angehörten. Die Berwinkel und Bartensleben, mit ihren völlig gleichen Wappen, waren durch Höfe, die sie von alters her in Helmstedt besaßen, besonders eng verbunden, auch durch Einheirat in die Familien von Veltheim, von Honlage und von Ditfurth. Das Stammhaus der Familie Berwinkel, in dem sie zuletzt 1360 erwähnt wurde, war das um 1400 wüst gewordene Dorf Berwinkel am Großen Fallstein nördlich von Osterwieck, um 800 entstanden und 1262 als Kirchdorf Berewinkele erstmals erwähnt.
Der Ortsname entstammt älteren Sprachperioden und so kann eine heutige Deutung mit Beeren oder Bär nicht überzeugen. In Köblers Altsächsischem Wörterbuch wird das Bestimmungswort bere als Baum, Wald oder Hain, das Grundwort winkil als Winkel oder Ecke bezeichnet. Die Namenkundler Udolph und Flöer vermuten in bere auch ein altes Wort für Wald. Die Lage des ehemaligen Dorfes bestätigt diese Vermutung und somit kann der Name als „Waldwinkel“ gedeutet werden.
Beliebte Vornamen in der Familie waren Gunzelin / Güntzel / Günzel (Koseform von Gunther) und Borchard / Burchard bzw. Koseform Busso. Beide Vornamen kamen so häufig vor, dass oft kaum zwischen Vater und Sohn oder Vetter und Neffe unterschieden werden kann.

## Geschichte

### Aufstieg

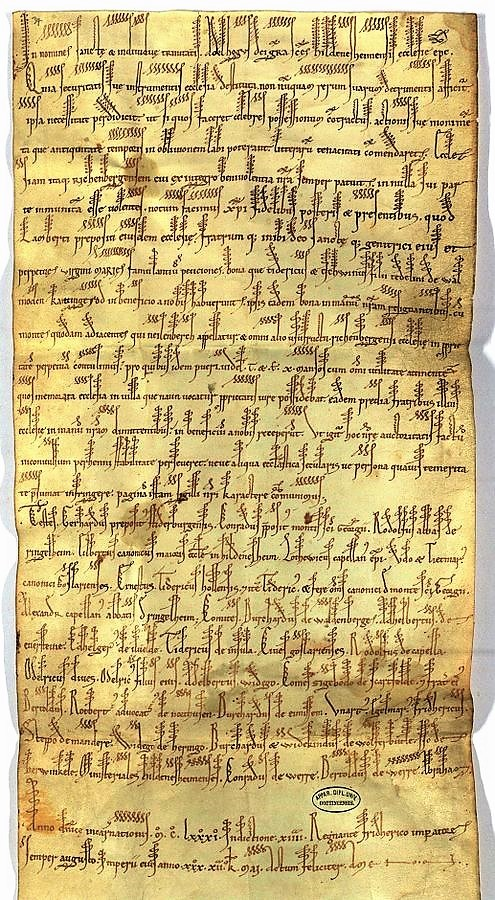
Urkunde vom 20. April 1181; erste Erwähnung der Familie mit Iso de Berwinkele

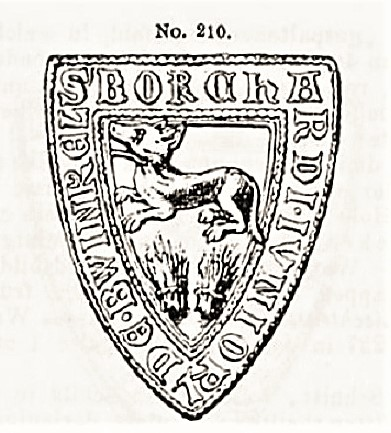
Siegel Borchard von Berwinkel

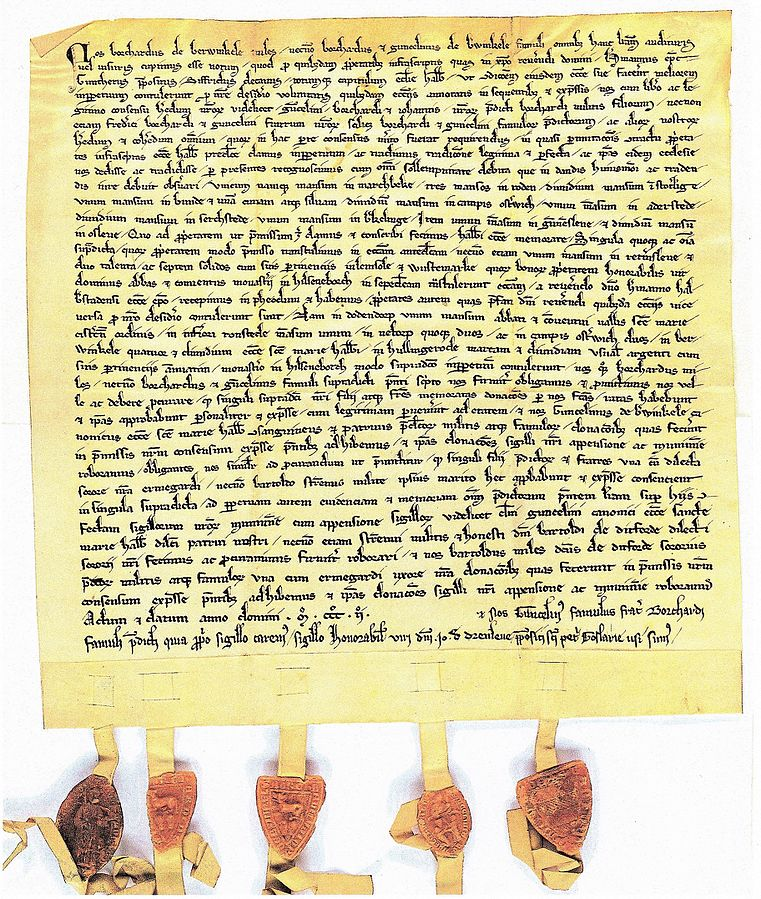
Lehensbrief derer von Berwinkel

Die erste Erwähnung der Familie erfolgte am 20. April 1181 mit dem Hildesheimer Ministeriale Iso de Berwinkele, als er zusammen mit Burchardus & Widekindus de Wolferbutle Zeuge einer Schenkung des Bischofs Adelog von Hildesheim an das Kloster Riechenberg war.
Milites Guncelinus de Berewinkele war um 1220 einer der Lehnsleute der reichsfreien Edelherren von Meinersen und besaß als deren Lehen 1½ Hufen und zwei Mühlen in Seggerde und als Afterlehen den Zehnt einer Rodung bei Schwanefeld (bis 1270 in Familienbesitz). Gunzelin bezeugte für Gräfin Adelheid von Ratzeburg, als sie 1224 dem Kloster Hamersleben einige ihrer Güter übereignete. Aus seinen freien Gütern (mansi liberi) verkaufte Gunzelin 1247 in Berklingen fünf Hufen an das Kloster Mariental, urkundlich bekräftigt und besiegelt unter Königsbann auf dem Grafending zu Denstorf von Graf Gebhard von Wernigerode und neun freien Schöffen. Verheiratet war Gunzelin mit Luitgard von Veltheim, Tochter des Bertram II. von Veltheim (1175–1225), Ministeriale und fürstlicher Rat des Pfalzgrafen Heinrich.
Guncelinus et Burchardus de Berewinkele sind 1253 Lehnsleute des Bischofs von Halberstadt. 1257 testiert Günzel als bischöflicher Ministeriale in einem Kaufvertrag des Bistums mit dem Erzbischof von Magdeburg. Am 13. Juli 1264 waren Günzel und Burchard Zeugen, als Bischof Volrad den Brüdern des Deutschen Ordens fünf Hufen in Lucklum übereignete. 1266 überlässt Burchard dem Kloster Wöltingerode eine Hufe in Berwinkel. Zuletzt wurde Burchard 1268 erwähnt, als er dem Kloster Meyendorf einen Wald bei Schermcke schenkt. Günzel erwarb um 1260 die Ritterburg in Alvensleben als bischöfliches Lehen, eine der drei Burgen auf dem Hügel über Dorf und Markt Alvensleben; Bischofsburg, Markgrafenburg und Ritterburg, die gleichzeitig Schutzburg der Bischofsburg war. Unter deren Besatzung, mit Burghauptmann und Burgmannen aus der Ritterschaft, werden 1301–1321 Burchard und 1363–1395 Busso von Berwinkel genannt. Weitere Castellanus der Familie auf einer der Burgen waren die Ritter: Güntzel II. (1321), Bernhard (1354), Georg (1417), Georg und Hildebrand (1446/1466), Güntzel und Hüner (1477). Die Ritterburg, zwei weitere Burglehen oder Turmhöfe mit zehn freien Hufen zu Alvensleben und viele jetzt wüste Dörfer, größere und kleinere Besitzungen an anderen Orten, gehörten der Familie bis zum Ende des 15. Jahrhunderts.
Günzel wurde zuletzt 1276 erwähnt, als Schiedsrichter in einem Streit zwischen dem Stift Quedlinburg und Jacob von Quenstedt. Günzels Sohn Gevehardus de Berewinkel war um 1267 in Goslar belehnt mit 1½ Hufen und einer Kurie der Grafen Ulrich II. und Albrecht I. von Regenstein, ein gräflicher Stadthof, gelegen an der 1324 erwähnten Berewinkelesstrate, außerdem besaß Gebhard ein Gut mit 4 Hufen in Wegersleben.

### Blütezeit
Gebhards Bruder Borchardus miles de Berwinkele, ab 1281 erwähnt, beurkundet 1291 zusammen mit seinem gleichnamigen Neffen, dem Ritter Borchardi de Berwinkele junioris. Dieser bediente sich eines Siegels mit dem Wolf und den Garben mit der Umschrift: S' BORCHARDI·IVNIORI·DE·B'WINKEL; wie am 23. Juni 1295, als er dem Kloster Stötterlingenburg den Zehnt zu Arslem verkaufte. Am 25. Juni 1295 schenkte Ritter Burchard der Stadt Goslar zur Erweiterung des Siechenhofes, die Vogtei über eine Hufe im Feld zu Schlanstedt. Zur Stiftung gehörte ein doppeltes Gebäude (Siechenhaus) und die Kapelle St. Pankratius (heute Christuskirche). Am 13. Dezember 1297 verkauft Burchard mit Bruder Burchard II. 5½ Hufen in Peseckendorf an das Kloster Mariental. Anfang des 14. Jahrhunderts war Burchard Stiftsherr von St. Simon und Judas in der Kaiserpfalz Goslar und Vize-Archidiakon von Dardesheim. Zwischen 1284 und 1303 waren die von Berwinkel Verkäufer, Schenkende und Zeugen in Urkunden des Klosters Ilsenburg, indem Burchard d. J. mit ihnen 1292 Güter in Rottmersleben und Stempel gegen Güter in Hullingerode tauschte, oder als er zwei Höfe mit 4½ Hufen im Dorf Berwinkel am 2. Juli 1303 für 109½ Silbermark an sie verkaufte. Im Jahre 1302 war Burchard Zeuge, als der Gefangene des Bischofs, Johann von Alvensleben zur Auslösung Besitztümer abgeben musste.
Ritter Burchard hatte drei Geschwister, die Edelknechte Gunzelin und Burchard II., außerdem Ermegard, die mit dem Halberstädter Ministeriale und Burgmann zu Wegeleben Bertold von Ditfurth verheiratet war. Burchard, seine Söhne Gunzelin, Burchard und Johann, seine Brüder und deren drei Söhne, bekamen 1302 die Halberstädter Stifts-Lehen in Osterwieck, Rhoden, Bühne, Marbeck, Stötterlingen, Aderstedt, Berklingen, Gunsleben, Sargstedt und Ausleben, die ihr freies Eigentum waren, zugleich Lehen in Rottmersleben, Lemsell und Wüstemark. Gleichzeitig übereigneten Burchard und Graf Heinrich von Blankenburg dem Stift zwei Hufen in Nettorp und eine Hufe in Nieder-Runstedt. Am 15. August 1303 war Burchard Zeuge für Markgraf Hermann von Brandenburg, als dieser dem Kloster Arendsee zwei Hufen in Pinnow übereignete. 1308 schlichtete Burchard als Vermittler einen Streit zwischen dem Kloster Mariental und Erich von Esbeck. Letztmals erwähnt als Borchardus miles de Berewinkele senior überlässt er 1309 dem Kloster Walkenried eine Hufe in Marbeck. Burchard d. J. später d. Ä. war der erfolgreichste seines Geschlechts, als Halberstädter Ministeriale, mit ansehnlich erworbenen Allodial- und Lehensbesitz, war er politisch einflussreich mit guten Beziehungen zu Lehnsherren, Hochstift, Erzstift, Klöstern und Adel.
Sein Sohn Borchardo de Berewinkele iunioris, ab 1301 erwähnt, ist 1310 erster Zeuge als Graf Heinrich von Schladen eine Hufe an das Kloster Stötterlingenburg verkauft. Sein Siegel hatte die Umschrift: + S' BORCHARDI MILITIS DE BERWINKELE. Mit Bruder Gunzelin wird er 1311 im Halberstädter Lehnsregister in folgenden Orten geführt: Berwinkel, Osterbeck, Osterwieck, Bühne, Hoppenstedt, Schermcke, Nortrode, Westerrode, Hedeper, Eilenstedt, Gröningen, Danstedt, Bulingerode, Ikenrode, Lindede, Arksem und Rimbele. Burchard und zwei weitere Ritter, versprechen am 25. Juli 1317 drei gegnerischen Rittern einen befristeten Frieden. Graf Otto von Lutterberg bestätigt durch sein Siegel. 1320 verpfändete Bischof Albrecht von Halberstadt an Gunzelin und Burchard für 260 Silbermark den Zehnt zu Bruchschauen, bis Kloster Walkenried ein Jahr später das Dorf einlöste. An der Urkunde fehlt Burchards Siegel, sein Siegelbewahrer der Pfarrer zu Berwinkel war in Gefangenschaft. Ihren halben Anteil an der Burg Alvensleben mit allen Rechten und Zubehör verkauften am 29. Juni 1321 der Burghauptmann Konrad I. von Meinersen, Burchard von Berwinkel, Friedrich von Esbeck und zwei Knappen für 1000 Stendaler Silbermark an den Erzbischof von Magdeburg.
Burchards dritter Sohn Johannes (Hans † 1356) auf dem Stammsitz Berwinkel, übertrug Bischof Hermann von Halberstadt 1302 eine Anzahl Güter aus Rottmersleben und Wüstemark und erhielt sie 1311 als Lehen zurück. 1311 wird er im Halberstädter Lehnsregister in folgenden Orten geführt: Osterwieck, Berwinkel, Rhoden, Westermarke, Peseckendorf, Nortrode, Leueselle und Redelingerode. In der Osterwoche 1312 verkauft Johann seine Sülzrente (Lehngut) in Lüneburg an die von Doren. Sein Sohn, Jan oder Henning genannt, wurde 1356 in einer Urkunde als Mönch (Kellner) des Klosters Kolbatz erwähnt. Nach dem Tod der Witwe von Johannes, übereignete Bischof Ludwig 1359 dem Kloster Waterler zwei Hufen in Berwinkel und belehnte 1360 übriges an die Familie von der Gowische.

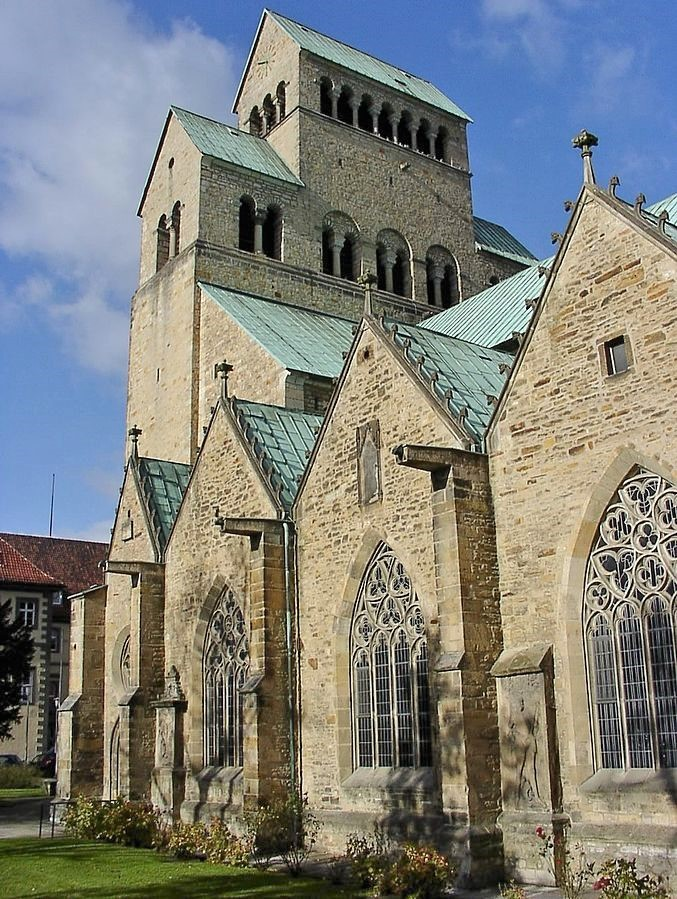
Dom zu Hildesheim Seitenkapellen, Stiftungen des Gunzelin von Berwinkel

Guncelinus de Berwinkele der Ältere war ab 1292 Kanoniker in Liebfrauen zu Halberstadt und ab 1302 Notar des Bischofs Hermann, ab 1307 Domherr zu Hildesheim und Notar der Bischöfe Heinrich und Otto. Sein Siegel hatte die Umschrift: +S' GVNCELINI·DE·BERWINKEL. Aus dem Landbesitz des Domkapitels erhielt er sieben Hufen vor dem Dorf Essem. Gunzelin d. Ä. stiftete 1320 dem Hildesheimer Dom an der Südseite die gotische Seitenkapelle St. Elisabeth und 1323 die St. Vinzenz-Kapelle, in der zu Ehren des Stifters der Bischof sechs besondere Messen (sex missas) einrichtet und der Kapelle drei von ihm gekaufte Hufen mit drei Hausstätten bei Nettlingen schenkte. Sein Neffe Gunzelin der Jüngere war ebenfalls Hildesheimer Domherr (1319–1332) und Archidiakon von Eldagsen. Sein Siegel hatte die Umschrift: + SIGEL GVNTER DE BE[…]UUINKEL, benutzt 1324 an einer Urkunde Bischof Ottos mit dem Kloster Wülfinghausen. Gunzelin d. Ä. († 1323) und sein Neffe bekundeten, dass nach ihrem Tode, ihre Kurie in Hildesheim und zwei Lathufen in Barfelde mit den Hörigen an den Bischof zurückfallen sollen.
Von 1271 bis 1336 werden mehrere Familienmitglieder in Urkunden des Klosters Huysburg als Zeugen oder Verkäufer erwähnt, wie am 5. Dezember 1323, als die Brüder Gunzelin und Burchard dem Kloster drei Höfe mit drei Hufen in Deersheim verkauften, die sie von Herzog Otto von Braunschweig zu Lehn hatten. Am 20. November 1338 war Burchard Zeuge als Adelheid von Werre auf ihre Lehngüter des Stifts Quedlinburg verzichtet. Bischof Albrecht II. von Halberstadt fordert den Rat der Stadt Goslar auf, ihren Bürger Overbeck wegen der Beraubung des Knappen Gunzel von Berwinkel zu bestrafen (um 1331). Derselbe Guncelinus de Berwinkel war im Jahre 1337 in der Altstadt Braunschweig verfestet (inhaftiert).
Bertrammus et Fredericus de Berewinkele werden am 27. Juni 1337 als Mönche des Klosters Mariental erwähnt. Bertram als Camerarius schon 1312 in einer Urkunde des Klosters Marienberg. Friedrich war 1351 in der Altstadt Braunschweig verfestet, laut Verfestungsbuch soll er sich zwischen Abbenrode und Bornum innerhalb einer größeren Gruppe an einer Straftat (Raub?) beteiligt haben.
Busse van Berwinkele, Burgmann, 1363 auf und zu Alvensleben belehnt, besaß mit weiteren Burgmannen ab 1371 Lehen in Groß- und Klein-Rottmersleben, Groppendorf, Sixdorf und Bornstedt. 1398 waren sie begütert in Dorf und Markt Alvensleben, Neuhaldensleben, Uhrsleben, Bornstedt, Eichenbarleben, Groß Rodensleben, Bodendorf, Drackenstedt und Hundisburg. Als Erzbischof Albrecht 1393 seine Burg Groß-Salze für 508 Mark verpfändet, war Busso einer der Treuhänder. Im Jahre 1395 vermachte Busso den halben Zehnt zu West-Ingersleben dem Kloster Marienborn. 1396 verpfändet der Erzbischof Burg und Dorf Schermcke für 200 Mark an Busso (bis 1489 in Familienbesitz) und am 28. Oktober 1399 an die von Berwinkel für 400 Braunschweiger Silbermark die Burg Alvensleben mit allem Zubehör.
Am 15. Juni 1404 verkauften Bussos Söhne Hans, Hildebrand und Heinrich von Berwinkel, als Vormünder für die Kinder Jürgen und Hüner ihres verstorbenen Bruders Hüner, mit Witwe Helene und Tochter Ideke, die Hälfte des erzbischöflichen Lehens Meseberg an das Kloster Hillersleben. 1408 vergleichen sich Hans und Heinrich von Berwinkel mit dem Stift U.L. Frauen in Halberstadt über den Zehnten zu Andersleben.

Kloster Huysburg und Röderhof mit großem Fischteich. Nördliche Ansicht, Kupferstich um 1800

Jasper Edler von Berwinkel war der 25. Abt (1398–1423) des Benediktinerklosters Huysburg und hat in seiner Amtszeit das Kloster aus Misswirtschaft, Sittenverfall und finanziellen Nöten herausgeführt, den Besitzstand erheblich vergrößert und auf dem Klostergut Röderhof einen großen Fischteich anlegen lassen. Papst Alexander III. hatte den Huysburger Äbten schon 1180 das Recht zum Tragen von Pontifikalien (Mitra etc.) verliehen. Die Äbte benutzten Portraitsiegel, Thronsiegel, später auch Heiligensiegel. Abt Jasper kaufte am 6. Oktober 1400 vom Domkapitel zu Halberstadt eine Kurie mit zwei daneben liegenden Häusern in der Ratsvogtei. Ein Stifts-Lehen des Knappen Johann von Dorstadt, der als Ablösung vom Domkapitel 46 Mark Silber erhielt. Bischof Ernst bestätigte den Kauf und befreite den Abtshof und die zwei Häuser von allen Vogteilasten. Außerdem hat Abt Jasper 1403 das älteste erhaltene Kopiar des Klosters angelegen lassen. Durch seinen notarius publicus Sparenberg ließ er alle Urkunden, Abmachungen und Ereignisse von der Fundation bis in seine Zeit beschreiben und transsummieren. Mit dem Tod der letzten Klausnerin endete 1411 unter Abt Jasper die Frauengemeinschaft auf der Huysburg. Den an das Liebfrauenstift zu Halberstadt versetzten Anderbecker Zehnt löste er 1411 wieder ein und kaufte 1417 den Kemnadenhof zu Eilenstedt mit 5 freien Hufen Land. Was aber den Mönchen besonders gefiel, war ein Festessen, das er ihnen alljährlich an Fronleichnam zubereiten ließ. In der Chronik des Konstanzer Konzils (1414–1418) wird Jaspers Name in der Teilnehmerliste der Äbte nicht erwähnt. Seine Vertreter nahmen aber 1417 während des Konzils am ersten Provinzialkapitel der Benediktinerprovinz Mainz-Bamberg im Kloster Petershausen teil. 1425 starb Abt Jasper von Berwinkel.
Ende 1415 war der Tuchhändler Matthias Hadeber (hingerichtet am 23. Juli 1425), einer der späteren Anführer der Halberstädter Schicht (1423–1425), wegen eines privaten Streits mit dem Landadel, einige Zeit der Gefangene des Hinrik van Berwinkel. In einem offenen Brief vom 22. Oktober 1415 teilt Heinrich dem Rat der Stadt Halberstadt die Gefangennahme mit, spricht von Ehre und Treulosigkeit und fühlt sich vermutlich von Hadeber hintergangen. Die Familie Hadeber bat den Rat der Stadt Braunschweig um Hilfe und Heinrich ließ seinen Gefangenen wieder frei, nachdem ihm ein berittener und bewaffneter Diener aus dem Marstall des Rates einen Fehdebrief überbracht hatte.
An Pfingstdienstag 1416 ergriffen hinrich von berewinkel mit seinen Mithelfern die Bauern von Schleuß und nahmen ihnen 43 Pferde, geschätzt auf 90 Schock Böhmische Groschen. Auch Heinrichs Sohn Georg und Neffe Jürgen beteiligten sich wie unzählige weitere Adelige und Mithelfer aus dem Magdeburgischen an diesen sogenannten Beschädigungen. Jürgen plünderte mit sechs Helfern 1418 erst Lindstedt und danach zwei Bauern im Klosterdorf Cheine aus (Schaden 23 Schock); immerhin gab Jürgen danach „zum Wahrzeichen“ den Bauern einen Ochsen zurück. Im gleichen Jahr überfielen Jürgen und Helfer die Klosterdörfer Börgitz, Staats und Volgfelde und raubten Pferde und Schafe. Die Pferde konnte die Bande nach Dönstedt in Sicherheit bringen, einen Teil der Schafe aber jagten ihnen die vereinigten Bauern der Dörfer wieder ab. Besonders schlimm trieb es aber der Raubritter Heise von Steinfurt mit seinen Leuten, wohnhaft auf Burg Alvensleben (Pfandbesitz) und belehnt mit 20 Dörfer. Er befehdete Brandenburg, überfiel und plünderte unaufhörlich bis weit in die Altmark, sodass Kurfürst Friedrich zusammen mit Wilhelm von Braunschweig 1420 die Burg mit 8000 Mann belagerte. Heise floh durch einen Geheimgang der Burg nach Magdeburg. Durch Vermittler einigte man sich schließlich gütlich und die Fürsten zogen wieder ab.

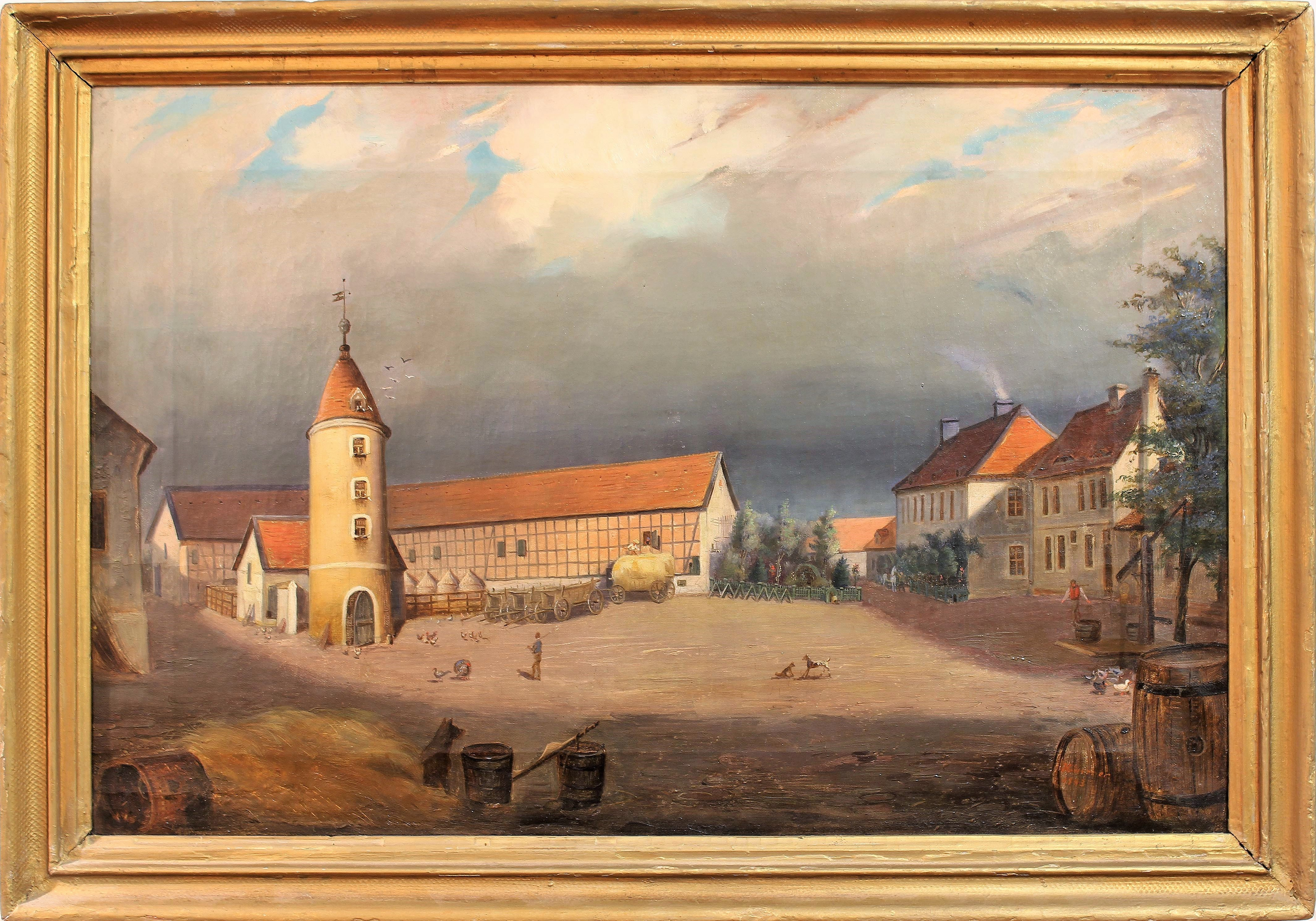
Junkerhof Wolmirstedt

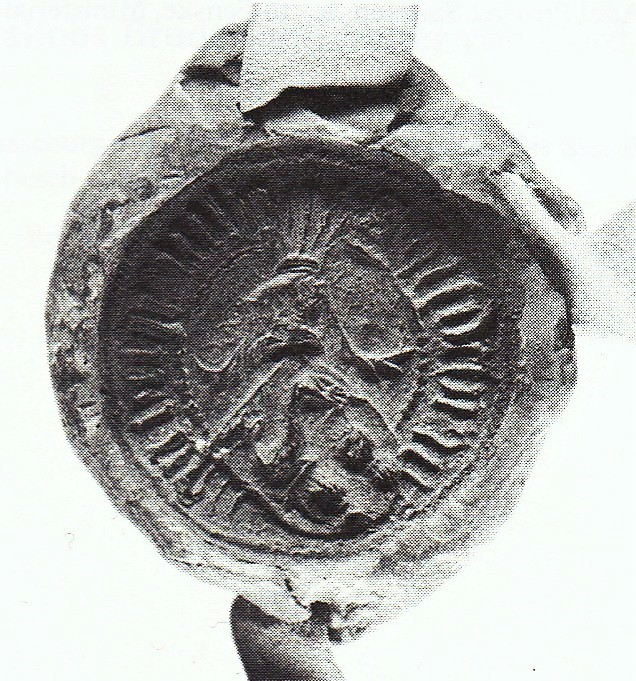
Siegel Hildebrand von Berwinkel

Gunzelin von Berwinkel war von 1409 bis 1423 Dechant und Domherr zu Halberstadt. Zuletzt wurde er 1423 erwähnt, als er seinen Halberstädter Klosterhof am Tränketor für 50 Mark an einen Vikar verkauft. Jutta von Bärenwinkel wird 1416 als Äbtissin des Klosters St. Gertrudis in Hedersleben erwähnt. Die Familie besaß bis 1420 einige Jahre die Burg Bartensleben. Luthard von Berwinkel 1429 ein Lehen in Andersleben und Jürgen von Berwinkel einen Burghof und ein Wohnhof mit sechs freien Hufen sowie fünf Zinshufen und vier Zinshöfe in Wolmirstedt.
Jürgen von Berwinkel, zeitweise Aftervasall derer von Alvensleben, verkaufte am 20. Juli 1438 dem Kloster Neuendorf für 50 Rheinische Gulden wiederkäuflich die Dorfstätte Mildehovede mit allem Zubehör. Eine Klausel verlangte zudem von demjenigen „de de Mildehouede sik bruken“ die alljährliche Abgabe von einem Dolch und ein Paar Sporen. Im Jahre 1446 verkaufte Jürgen den Junkerhof in Wolmirstedt an die Familie von Angern. und ein Jahr später schenkte er der Kirche in Wolmirstedt die sogenannte Glockenwiese. Am 27. März 1448 trat Jürgen dem Bündnis bei, das Erzbischof Friedrich von Magdeburg, die Bischöfe von Halberstadt und Hildesheim, die Städte Goslar, Quedlinburg und Aschersleben auf 20 Jahre beschließen. 1452 vergleichen sich Jürgen und sein Vetter Hildebrand mit Ludolph und Heine von Alvensleben über die Feldmark Hermsleben sowie über die Anlage eines neuen Teiches zu Lübberitz. Die Äcker in der Feldmark gingen an die von Alvensleben, der größere Teil, Wald und Wiese als Jagdrevier genutzt gingen an die von Berwinkel.
Die Vettern Georg und Hildebrand von Berwinkel vermachten zu ihrem Seelenheil 1442 dem Kloster Mariental einen 500 Morgen großen Acker in der Tundersleber Mark. Der Historiker von Klöden schrieb über Georg: „…der ein ziemlich lustiges Leben führte“. Georg soll nach seinem Tod 1469 in der Kirche von Tundersleben begraben worden sein. Die Vettern Jürgen und Hildebrand von Berwinkel geben am 6. Dezember 1442 dem Kloster Mariental einen Turmhof und drei wüste Höfe in Tundersleben mit vierzehn freien Hufen, ein Lehen des Grafen Volrad I. von Mansfeld. Die eine Hälfte stiften sie für Seelenmessen, die andere Hälfte verkaufen sie dem Kloster für 80 Rheinische Gulden und 40 Schock alter Kreuzgroschen. Hildebrand starb 1476, sein Siegel hatte die gotische Minuskel-Umschrift: S' hildebran(di) van berwinke(l).
Die Familie von Berwinkel besaß bis 1467 als erzbischöfliches Lehen das Dorf Bartensleben und ab 1446 im Halbgericht das wüste Dorst und Anteile an Uthmöden und Zobbenitz. Außerdem waren sie 1446 von Erzbischof Friedrich u. a. belehnt, mit „1 borgk und 2 borglehne uff dem huse zu Alvensleben“, einem Gut zu Wegersleben, einer Holzung in Pozmesdorf, den Dörfern Hüsing, Grassendorf, Zerlitz, Klinke und Groß- u. Klein-Hermsleben an der Grenze des Halbgerichts. Guntzel und Huner van Berwinkel bekamen 1458 vom Stift Halberstadt als Lehen u. a. vier Hufen in Volkmarsdorf, 24 Hufen in Ellersdorf, den Zehnt zu Sixdorf, Klein-Emden und Klinke; diese Lehen wurden zusammen mit ihrem Vetter Burchard 1480 erneuert, zusätzlich mit zwei Höfe in Klein-Rottmersleben und den Zehnt zu Honstedt (bis 1491). Erneut belehnt wurden Güntzel und Hüner 1477 von Erzbischof Ernst u. a. mit den Dörfern Hüsing, Zerlitz, Grassendorf und Dorst mit allem Zubehör.
Im Laufe des 15. Jahrhunderts veräußerte wiederkäuflich der Schenck von Flechtingen sein Stamm- und Rittergut Dönstedt an die von Berwinkel zu Alvensleben. Das Gut blieb in Gläubigerhand der Familie Berwinkel bis Jacob Schenck von Flechtingen es im Jahre 1500 mit allem Zubehör zurückkaufte.
Als unter der Herrschaft Erzbischofs Johann (1464–1475) Raubrittertum, Fehden und Kleinkriege der Adeligen des Landes zunahmen, griff er, um die Ordnung wiederherzustellen, diese an und machte Gefangene, zog Burgen und Güter ein oder verhängte hohe Strafen. Unter den vielen Schuldigen traf es auch die Bartensleben, Schulenburg, Alvensleben zu Calvörde und vor allem die Veltheim auf Schloss Harbke, aber besonders hart traf es Güntzel und Hüner von Berwinkel. Sie mussten am 11. April 1470 ihre seit 1446 belehnten Güter zu Wolmirstedt, Barleben, Meitzendorf, Ebendorf, Jersleben, die wüste Odenburg, hinter Lindhorst gelegen, mit den wüsten Dorfstätten Odenburg, Mildehovede, Schmerfeld und Hermsleben zur Strafe an Erzbischof Johann abtreten, weil sie Straßenraub begangen hatten.

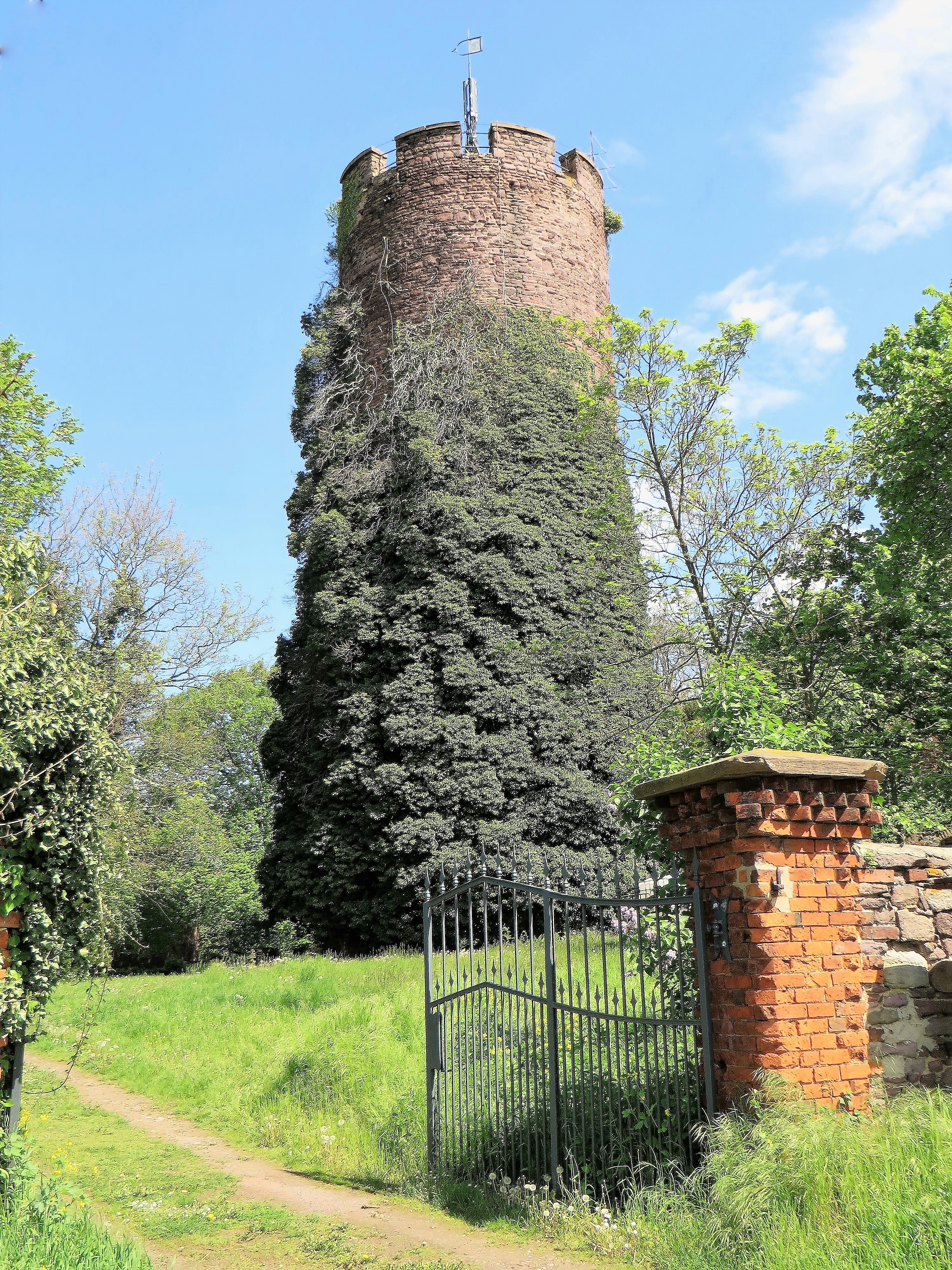
Bergfried der Bischofsburg in Alvensleben (Bebertal).

### Niedergang
Am 4. September 1473 verkauften Hildebrand und Sohn Burchard von Berwinkel an Busso von der Schulenburg das Dorf Dorst, bekamen es aber 1477 als Lehen zurück, bis Dorst 1481 endgültig an die Schulenburg ging. Am 19. März 1479 wurde die Dorfstätte Zerlitz (nach Tradition, für einen Stiefel voll Geld) an die Stadt Neuhaldensleben verkauft, um die gleiche Zeit auch das in der Nähe gelegene Grassendorf an die Patrizierfamilie von Sandersleben sowie 1480 ein Gut und Burglehen zu Alvensleben mit drei Ritterhufen an die von Hordorf. Georg von Berwinkels Söhne Güntzel und Hüner verkauften den Zehnt in Meseberg, ein Afterlehen des Grafen Günther VI. von Mühlingen-Barby, am 27. Februar 1480 für 400 Rheinische Gulden an Fritz IV. von der Schulenburg. Als Güntzel und Hüner ihren halben Zehnt in Nordgermersleben 1486 an die Brüder Schulenburg verkauften, blieb der ehemals reich begüterten Familie nur noch ein kleiner Teil ihrer Besitzungen. Zuverlässige Aussagen über die vielen Veräußerungen sind in den historischen Quellen nicht überliefert. Angeblich mussten sie ihre Besitzungen infolge ihres zuletzt prunkhaften und ausschweifenden Lebenswandels verkaufen. Der Sage nach gaben die Bewohner von Alvensleben, in Erinnerung an die vielen Feste mit Tanz und Musik, ihrer Burg den Namen Musikenburg, weil „der Schall der Trompeten, Hörner und Cymbeln beim Klange der Becher und dem Wirbel der Tänze darinnen fast nie aufgehöret“. Zuletzt wurden Güntzel und Hüner 1477 mit der Burg belehnt, nach ihrem Tod wurde die Burg aufgegeben und verfiel bis zum Jahre 1500. Heute erinnert nur noch der Flurname Musikenbreite an sie.
„Die Ritterburg – Dort wirbelten Ritter im Prunksaal hinab – Hier tönten die Becher mit Wein –

Vernichtet sind Burg und die Ritter im Grab – Die Wind´ ihre Asche zerstreu’n.“
Das Geschlecht erlosch mit den Brüdern Güntzel und Hüner († 1487) und ihrem Vetter Burchard († 1492), die zuletzt 1477 und 1481 von Erzbischof Ernst belehnt wurden. 1481 u. a. mit Höfen in Osterwieck, Hoppenstedt, Stötterlingen, Emmeringen und Anderbeck, außerdem zwei freie Turmhöfe mit fünf Hufen, sechs Worthen und zehn Lehenhufen im Dorf Alvensleben (vermutlich wurde ab 1487 ein Turmhof Witwensitz, übriges gab der Erzbischof als Lehen seinem Kanzleischreiber Benedikt Frodemann). Nach ihrem Ableben ging der restliche Besitz Berwinkel in Alvensleben an die Herren von Veltheim. Der verbliebene Besitz im Magdeburgischen ging an Erzbischof Ernst, das Halbgericht (Magdeburger Teil) an das Amt Alvensleben, das es 1497 an Dietrich von Beventer für 3000 Rheinische florin auf 12 Jahre abgab, der Braunschweiger Teil ging an die von Alvensleben (Calfördische Linie). Gut Dönstedt blieb bis 1500 wahrscheinlich Witwensitz, zudem gab es 1504 noch ein Freigut Berwinkel innerhalb der Stadt Hornburg.
Die nachfolgende Familie aus dem 17. Jahrhundert wurde von einigen Historikern dem Geschlecht derer von Berwinkel zugeordnet. Aber ohne Nachweis kann es sich nur um eine neue, in dieser Zeit in den Adelsstand erhobene, eigenständige brandenburgische Offiziersfamilie gehandelt haben.
Der kurbrandenburgische Obrist Hermann von Bärwinkel, der 1655 für den Großen Kurfürsten in Herford und Lübeck Truppen warb und mit ihnen in Preußen und Polen kämpfte, wurde am 4. August 1662 vom kurbrandenburgischen Obristen Joseph von Katzler zu Rheda in Westphalen im Duell erschossen, eine Witwe, eine Tochter, die mit dem Obersten von Ohr vermählt war, und einen Sohn hinterlassend. Dieser war Kornett; mit ihm erlosch die Familie im Mannesstamm.

## Wappen
Der Wappenschild zeigt nach Kneschke in Rot einen weißen Wolf springend über zwei goldene Garben. Außerdem Helm, Helmdecken und Helmzier mit Busch aus Reiherfedern. Siebmachers Wappenbuch zeigt das Wappen in Schwarzweiß ohne Helmzier – zum Wappenbild schreibt er: „Ein über zwei nebeneinander gestellten Korngarben ruhender Wolf“. Dem entgegen sieht aber Graf von Bocholtz-Asseburg den Wolf, in seinen verschiedenen heraldischen Stellungen, immer in einem bevorstehenden, beabsichtigten Angriff oder drohenden Sprung. Erstmals benutzte der kaiserliche Hof-Truchsess Gunzelin von Wolfenbüttel (um 1170–1255) den Wolf über zwei Garben in seinem Wappen, lt. Hucker steht die Korngarbe für sein Amt als Truchsess, der für die kaiserliche Tafel zuständig war. Die Bedeutung des Wappenbildes (Wolf über Garben) könnte seinen Ursprung vielleicht auch in der Erinnerung an den Roggenwolf haben, „als ein Wesen der germanischen Riesensage“.
Unten links: die befristete Friedensurkunde von 1317 mit Borchardus de Berwinkele. Des Weiteren, das Handschriftenbuch „Hildesemensia Varia“ mit Guncelini de Berwinkele Senioris auf zwei Seiten von 1320. Anschließend eine Seite der berühmten Oldenburger Bilderhandschrift des Sachsenspiegels von 1336, in der die Grafen von Wernigerode als Vertreter des vierten Heerschildes mit ihrem Forellenwappen und die Herren von Berwinkel als Vertreter des fünften Heerschildes mit ihrem Wolfswappen gezeigt werden Rechts daneben der Brief von 1415 über die Gefangennahme des Matthias von Hadeber, der Familien-Stammbaum, die Karte des ehemaligen Halbgerichts um Calvörde und der Lageplan des Dorfes Berwinkel.

Friedensurkunde 1317
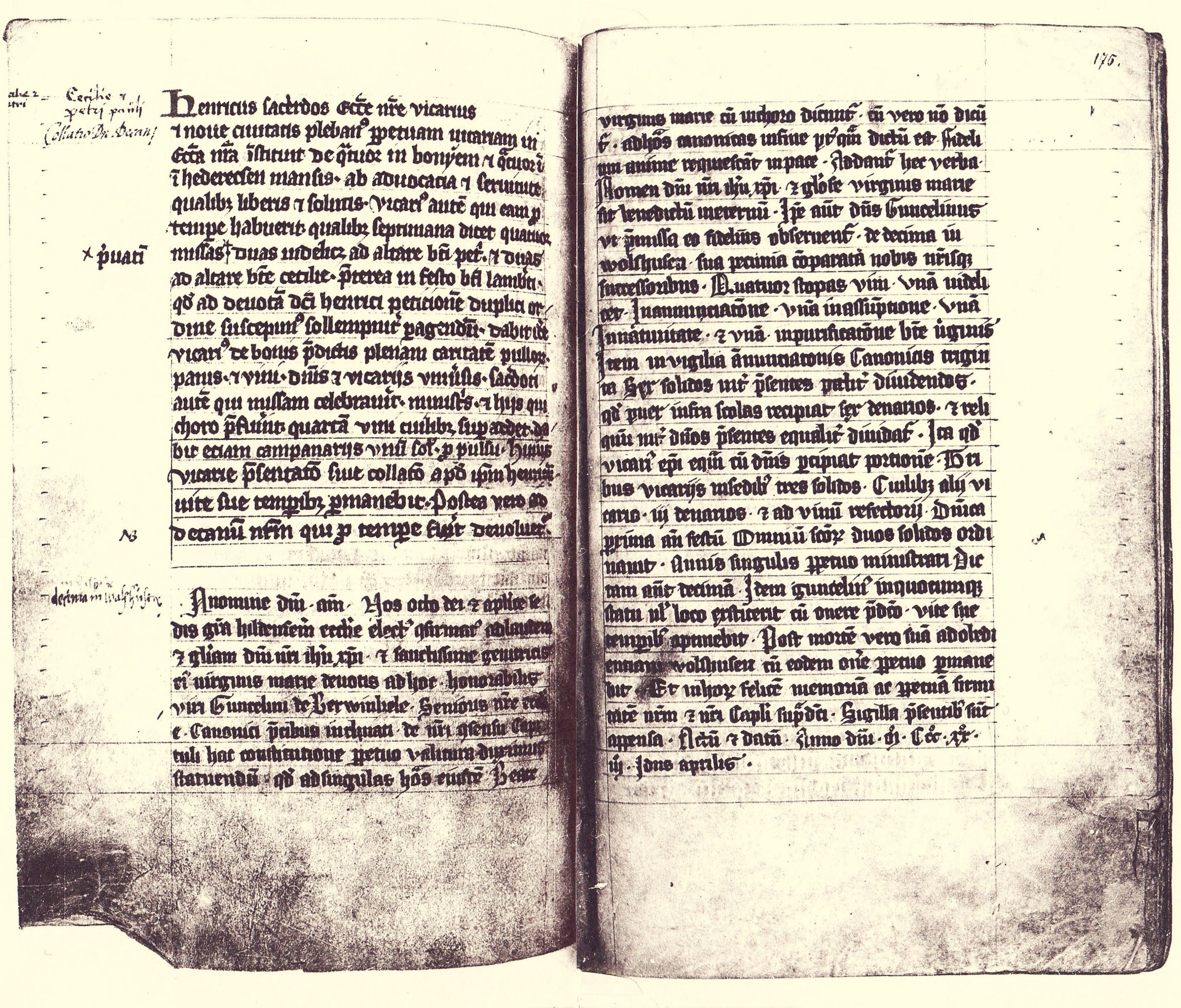
Handschriftenbuch 1320
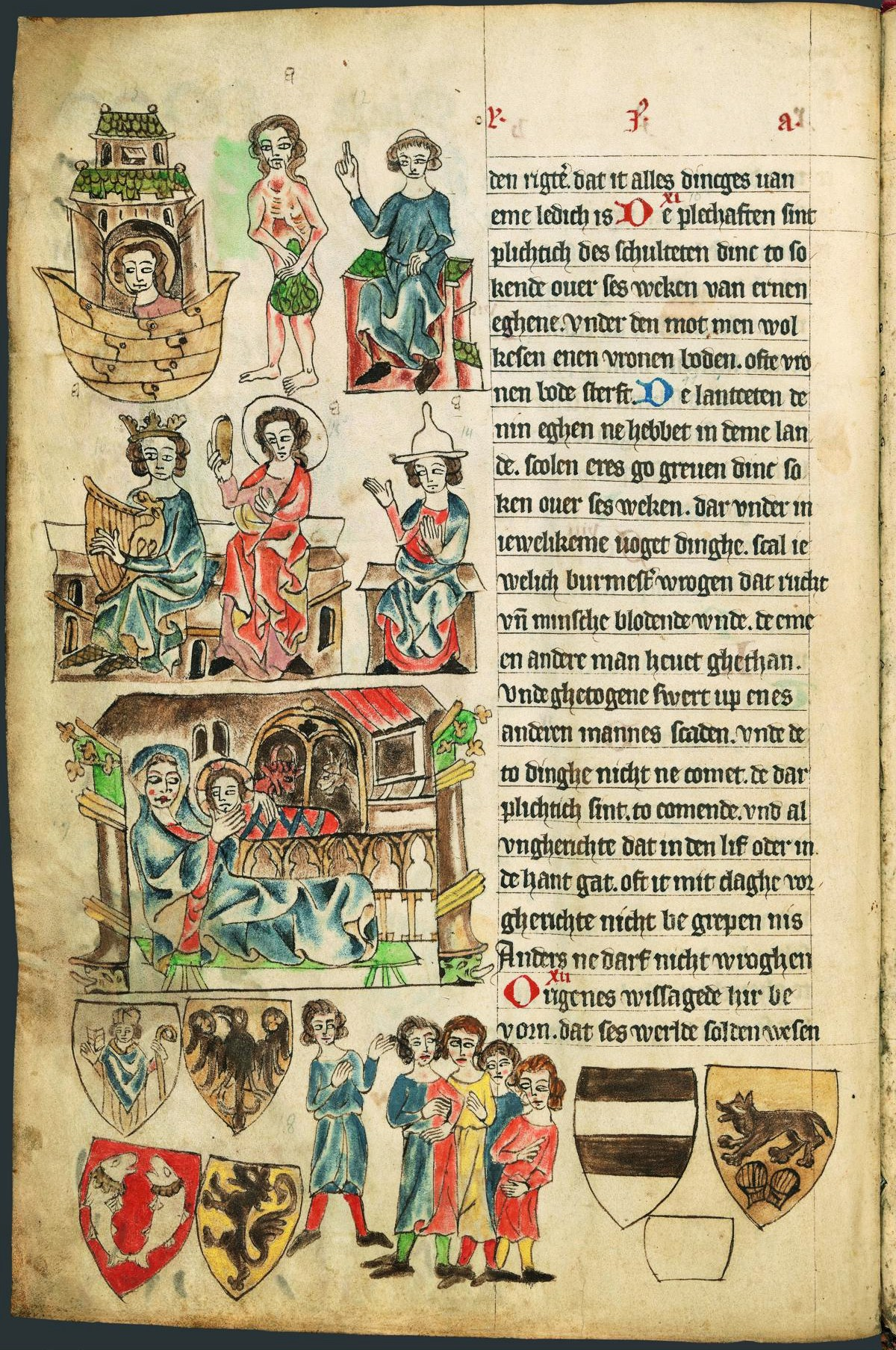
Bilderhandschrift 1336
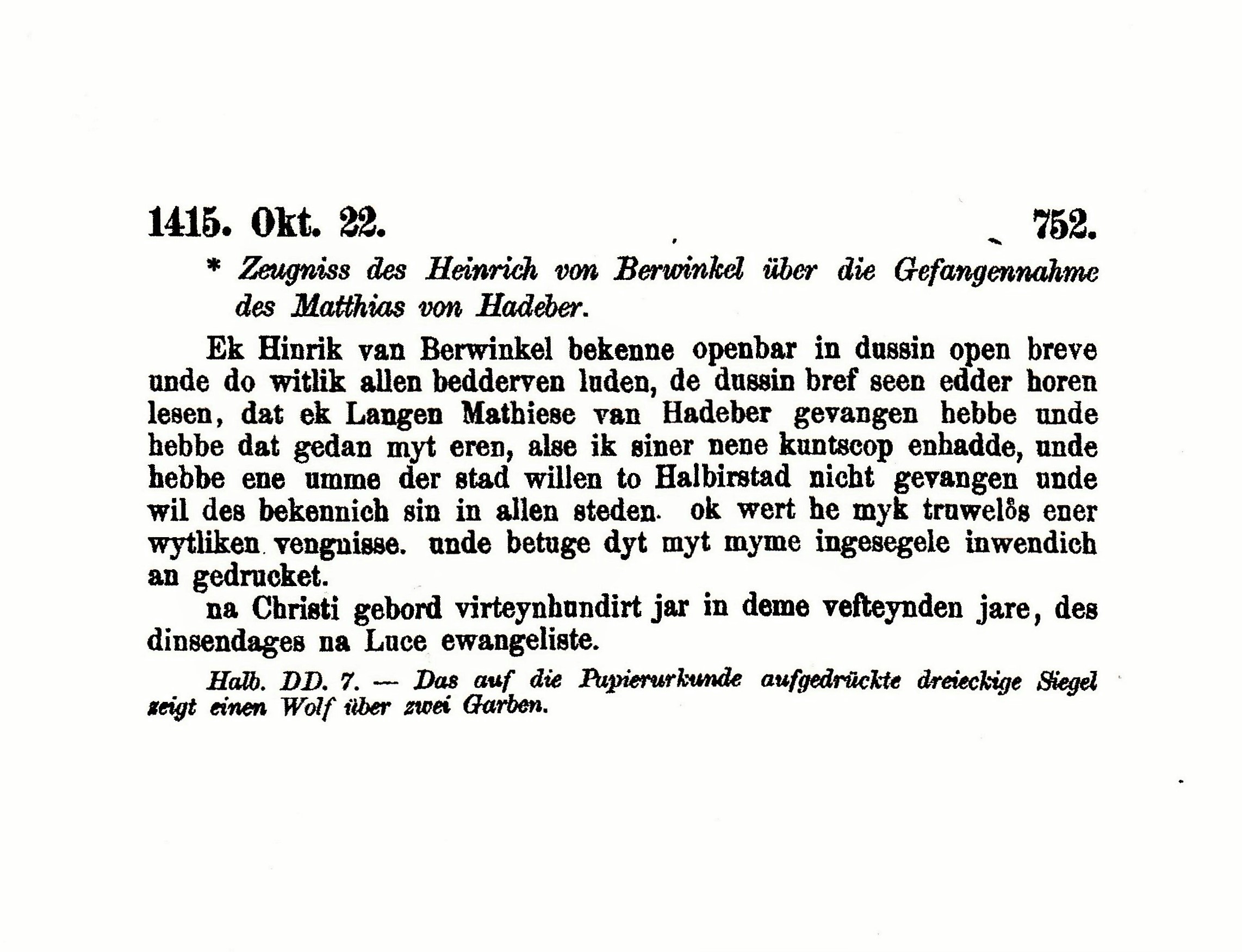
Gefangennahme 1415 Matthias von Hadeber
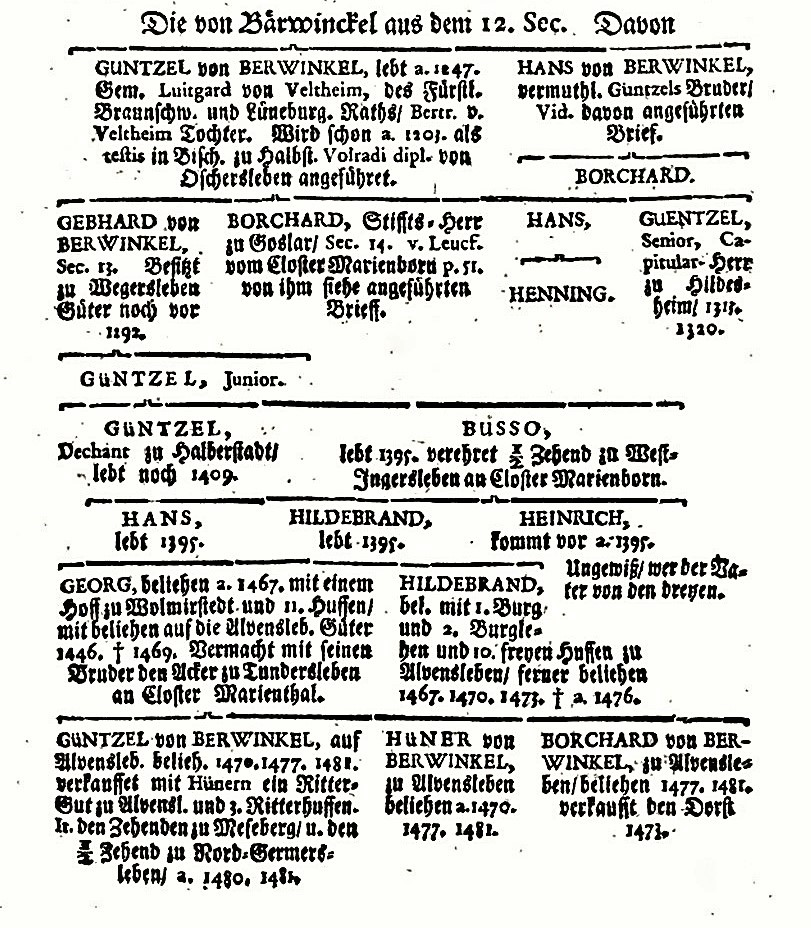
Familien-Stammbaum
Ehemaliges Halbgericht
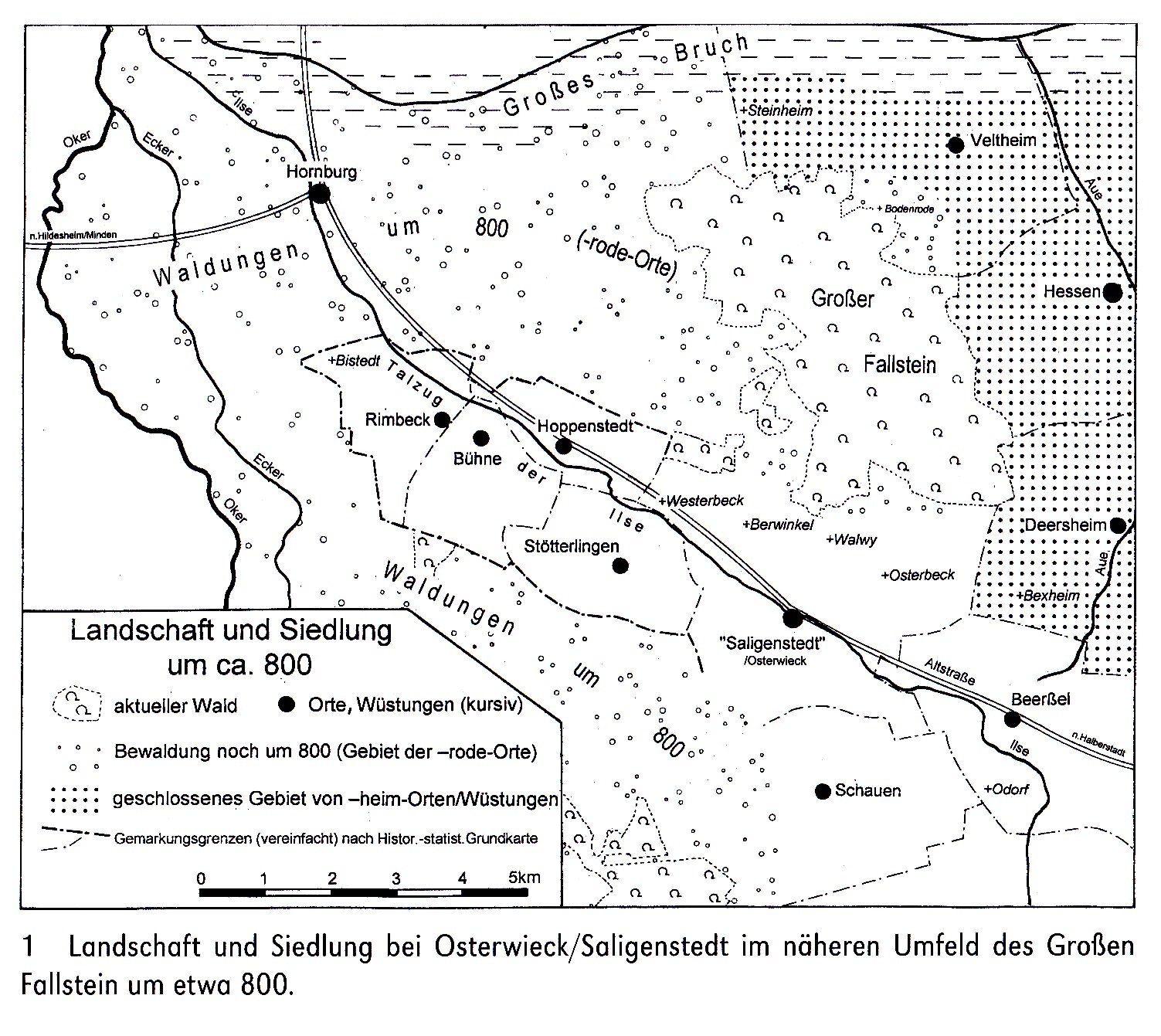
Lageplan Dorf Berwinkel